# Буланова, Оксана Валерьевна
Окса́на Вале́рьевна Була́нова (род. 15 сентября 1972, Тирасполь, Молдавская ССР, СССР) — государственный деятель Приднестровской Молдавской Республики. Министр по социальной защите и труду Приднестровской Молдавской Республики с 10 июля 2013 по 29 декабря 2015 (и. о. 17 декабря 2012 — 10 июля 2013).

## Биография
Родилась 15 сентября 1972 в городе Тирасполь Молдавской ССР (ныне столица непризнанной Приднестровской Молдавской Республики).

### Образование
В 1989 окончила среднюю школу № 1 Магаданской области.
В 1990 поступила в Магаданский педагогический институт на физико-математический факультет.
В 1997 окончила экономический факультет Российского университета менеджмента и коммерции (Москва) по специальности «экономист».

### Трудовая деятельность
С 1994 по 1995 — работала на должности экономиста валютного отдела АКБ «Олимп» в Тирасполе.
С 1997 по 2003 — преподаватель в Тираспольском экономическом колледже.
С 2003 по 2012 — работала в Комитете по экономической политике, бюджету и финансам Верховного совета Приднестровской Молдавской Республики в должности главного специалиста отдела, заместителя начальника отдела, начальника отдела по вопросам финансов, начальника отдела по бюджетной политике Управления Комитета по экономической политике, бюджету и финансам, заместителя Руководителя Аппарата Верховного Совета — начальник Управления Комитета по экономической политике, бюджету и финансам.
С 24 января по 31 декабря 2012 — директор Исполнительной дирекции Государственного Пенсионного фонда Приднестровской Молдавской Республики.
17 декабря 2012 по 10 июня 2013 — исполняющая обязанности министра по социальной защите и труду Приднестровской Молдавской Республики.
С 10 июня 2013 по 29 декабря 2015 — министр по социальной защите и труду Приднестровской Молдавской Республики.

### Уголовное преследование
В мае 2019, вместе с другими членами команды президента Шевчука, судом ПМР приговорена к 8 годам лишения свободы «за превышение должностных полномочий и причинение тяжких для страны последствий». Суд проходил заочно, поскольку обвиняемые к тому времени покинули территорию ПМР.

## Семья
Замужем. Воспитывает двух дочерей.

## Награды
- Грамота Президента Приднестровской Молдавской Республики.
- Медаль «За трудовую доблесть» (18 сентября 2013)[10]